# Wojciech Bonenberg
Wojciech  Stanisław Bonenberg (ur. w 1950) – polski architekt, urbanista, profesor doktor habilitowany inżynier, profesor zwyczajny Politechniki Poznańskiej, członek Komitetu Architektury i Urbanistyki Polskiej Akademii Nauk (PAN), Stowarzyszenia Architektów Rzeczypospolitej Polskiej (SARP), Towarzystwa Urbanistów Polskich (TUP) i Wielkopolskiej Izby Architektów oraz Centralnej Komisji do Spraw Stopni i Tytułów. Mąż dr hab. inż. arch. Teresy Bardzińskiej-Bonenberg. 

## Życiorys
W 1973 roku ukończył studia na Wydziale Architektury Politechniki Śląskiej. Następnie rozpoczął pracę w Biurze Projektów „Mostostal” Zabrze, gdzie pracował do 1990 roku. Jednocześnie pracował jako nauczyciel akademicki na Politechnice Śląskiej, a następnie w Politechnice Poznańskiej i Akademii Sztuk Pięknych w Poznaniu. W okresie działalności dydaktycznej pełnił wiele funkcji, m.in. kierownika Zakładu Architektury Miejsc Pracy i Rekreacji, dyrektora Instytutu Architektury i Planowania Przestrzennego oraz dziekana Wydziału Architektury Politechniki Poznańskiej. 30 czerwca 2003 roku otrzymał tytuł profesora nauk technicznych.
W 2019 został członkiem Rady Doskonałości Naukowej I kadencji.
Autor ponad 100 realizacji z zakresu architektury użyteczności publicznej, architektury przemysłowej i mieszkaniowej, w tym wielu wyróżnionych i nagrodzonych. Do jego największych realizacji zalicza się transeuropejskie terminale: Terminal Świecko – Frankfurt nad Odrą, Terminal Koroszczyn – Terespol na trasie Moskwa – Paryż, oraz Terminal Olszyna – Forst na trasie Kijów – Wrocław – Strasburg. Brał udział w wielu konkursach architektonicznych w kraju i za granicą, oraz wykonał kilkanaście projektów realizowanych z funduszy europejskich (PHARE).
Promotor ponad 60 prac dyplomowych w zakresie architektury, a także promotor i recenzent 10 prac doktorskich i habilitacyjnych.
Członek Komitetu Architektury i Urbanistyki Polskiej Akademii Nauk (PAN), Stowarzyszenia Architektów Rzeczypospolitej Polskiej (SARP), Towarzystwa Urbanistów Polskich (TUP) i Wielkopolskiej Izby Architektów oraz Centralnej Komisji do Spraw Stopni i Tytułów. 27 października 2023 został doktorem honoris causa Politechniki Krakowskiej